# Benedetto Brin (sous-marin)
Pour les articles homonymes, voir Benedetto Brin.
Le Benedetto Brin est un sous-marin, navire de tête de la classe Brin, en service dans la Regia Marina lancé dans la deuxième moitié des années 1930 et ayant servi pendant la Seconde Guerre mondiale.
Il est nommé en honneur de Benedetto Brin (1833-1898), un ingénieur, général et homme politique italien.

## Caractéristiques
Les sous-marins de la classe Brin sont des versions améliorées de la précédente classe Archimede. Ces sous-marins avaient un déplacement de 1 000 tonnes en surface et de 1 254 tonnes en immersion. Les sous-marins mesuraient 72,47 mètres de long, avaient une largeur de 6,80 mètres et un tirant d'eau de 4,89 mètres. La classe était partiellement à double coque.
Pour la navigation de surface, les sous-marins étaient propulsés par deux moteurs diesel de 1 500 chevaux (1 119 kW), chacun entraînant un arbre d'hélice. En immersion, chaque hélice était entraînée par un moteur électrique de 550 chevaux-vapeur (410 kW). Ces moteurs électriques étaient alimentés par une batterie composée de 124 éléments. Ils pouvaient atteindre 17,3 nœuds (32,0 km/h) en surface et 7,8 nœuds (14,4 km/h) sous l'eau. En surface, la classe Brin avait une autonomie de 9 000 milles nautiques (17 000 km) à 8 noeuds (15 km/h), en immersion, elle avait une autonomie de 90 milles nautiques (170 km) à 4 noeuds (7,4 km/h).
Les sous-marins étaient armés de huit tubes lance-torpilles internes de 53,3 cm, quatre à l'avant et quatre à l'arrière. Ils transportaient un total de 14 torpilles. Ils étaient également armés d'un canon de pont de 100 mm OTO 100/47 pour le combat en surface. Le canon était initialement monté à l'arrière de la tour de contrôle (kiosque), mais il a été replacé sur le pont avant plus tard dans la guerre dans les bateaux sous-marins et la grande tour de contrôle a été reconstruite en un modèle plus petit. L'armement antiaérien léger consistait en une ou deux paires de mitrailleuses Breda Model 1931 de 13,2 mm.

## Construction et mise en service
Le Benedetto Brin est construit par le chantier naval Cantieri navali Tosi di Taranto (Tosi) à Tarente en Italie, et mis sur cale le 3 décembre 1936. Il est lancé le 3 avril 1938 et est achevé et mis en service le 29 décembre 1938. Il est commissionné le même jour dans la Regia Marina.

## Historique
En 1939, le Benedetto Brin est employé en mer Rouge et dans l'océan Indien. Du 19 juin au 5 juillet 1939, il effectue une croisière dans l'océan Indien avec un autre sous-marin, le Otaria, avec des résultats plutôt décevants), mais à l'entrée de l'Italie dans la Seconde Guerre mondiale, il est le seul sous-marin de sa classe à ne pas être en mer Rouge.
Après quatre missions en Méditerranée sans résultat, il est envoyé en octobre 1940 dans l'Atlantique. Il est part le 28 octobre sous le commandement du lieutenant de vaisseau (tenente di vascello) Luigi Longanesi Cattani et le 4 novembre il passe le détroit de Gibraltar. Après être remonté à la surface, même s'il est dans les eaux territoriales espagnoles, il est attaqué par deux destroyers anglais qui tentent de l'éperonner. Les destroyers n'ont pas ouvert le feu car ils sont dans les eaux d'une nation neutre. Le sous-marin se réfugie à Tanger avec le sous-marin Michele Bianchi du capitaine de corvette Adalberto Giovannini, où il répare une panne de batterie, puis repart dans la nuit du 12 au 13 décembre.
Le 18 décembre, il arrive à l'embouchure de la Gironde et est attaqué par le sous-marin britannique HMS Tuna (N94). Dans la bataille, le Tuna lance dix torpilles, le Brin deux et tous deux ouvrent le feu avec leur canon de pont. Apercevant alors deux bateaux de pêche qu'il prend pour des destroyers, le Tuna préfère s'éloigner, aucun des deux sous-marins n'est endommagé.
Il effectue cinq missions dans l'Atlantique. Le 13 juin 1941, il attaque un convoi britannique et coule, en un quart d'heure, le vapeur anglais Djurdjura (3 460 tonneaux de jauge brute ou tjb) et le grec Eirini Kyriakydes (3 781 tjb), ; peut-être a-t-il également endommagé deux navires marchands du convoi SL 76 pour un total de 3 400 tjb.
Il est alors décidé de retourner en Méditerranée. Il part le 20 août 1941 et arrive à Messine le 10 septembre, en effectuant diverses missions infructueuses.
Début août, il est envoyé entre l'Algérie, Ibiza et Majorque, dans une zone située entre les méridiens 1°40' E et 2°40' E. Le 10 août, il reçoit l'ordre de signaler toute observation et de n'attaquer qu'après. En fait, l'opération britannique "Pedestal" a commencé, puis s'est soldée par la bataille de la mi-août, et il fallait que la formation ennemie soit attaquée par de nombreux sous-marins. Cependant, le sous-marin n'a aucun moyen de se porter à l'attaque.
Dans la soirée du 10 juin 1943, il aperçoit un convoi près de Bougie et lance respectivement quatre et trois torpilles contre deux navires à vapeur, dont le premier est touché par deux torpilles et fait une embardée sur la gauche, tandis qu'on entend deux explosions de celles lancées contre le second navire, il n'y a cependant pas de confirmation de dommages.
Le 7 septembre 1943, dans le cadre du plan "Zeta" visant à contrer le débarquement anglo-américain prévu dans le sud de l'Italie (Opération Avalanche), il est placé en embuscade avec dix autres sous-marins dans la basse mer Tyrrhénienne, entre le golfe de Gaète et le golfe de Paola. Dans la soirée de ce jour-là, ce n'est que par un coup du sort que le sous-marin n'est pas coulé. Vers 20 heures le 7 septembre, en effet, le sous-marin britannique HMS Shakespeare (P221), naviguant au large de Punta Licosa, aperçoit deux sous-marins italiens - le Velella et le Brin - qui se dirigent parallèlement vers le Velella, sur ses deux côtés. Il choisit d'attaquer le Velella parce que, étant donné le coucher du soleil et se trouvant en pleine mer, le Velella est clairement visible à contre-jour, tandis que le Brin navigue près de la côte et est confondu avec elle en raison de l'obscurité qui approche. Touché par quatre torpilles, le Velella coulé instantanément avec tout son équipage. Une explosion sous-marine a également été entendue du Brin, une épitaphe claire à l'autre sous-marin.
À l'annonce de l'armistice du 8 septembre 1943 (armistice de Cassibile), il se rend aux Alliés à Bona et, le 16 septembre, il est transféré à Malte, en groupe avec cinq autres sous-marins et sous l'escorte du destroyer HMS Isis (D87)). De là, il retourne à Tarente le 13 octobre 1943, avec 14 autres sous-marins pour y travailler. Entre mai 1944 et décembre 1945, il est employé pour la formation des unités anti-sous-marines britanniques à Colombo (Ceylan).
Déclassé et radié de la liste de la marine le 1er février 1948, il est ensuite mis au rebut.
En Méditerranée, il avait effectué 17 missions offensives et 16 missions de transfert, parcourant 22 958 milles nautiques (42 519 km) . Il est le seul des cinq sous-marins de sa classe à avoir survécu à la guerre.